# Gino Munaron
Virginio Gino Achille Lugli „Gino“ Munaron (* 2. April 1928 in Turin; † 22. November 2009 in Valenza) war ein italienischer Automobilrennfahrer.

## Karriere
Munaron war von 1955 bis 1965 einer der besten Sportwagenfahrer. In den 1950er-Jahren war er Werksfahrer bei Ferrari, Maserati und OSCA. Er gewann für Ferrari 1955 das Sportwagenrennen in Hyeres, wurde Dritter beim Rennen in Pescara und Vierter in Bari. Auf einem Ferrari 250 GT wurde er 1957 allein fahrend Dritter beim 12-Stunden-Rennen von Reims.
Sein Debüt in der Automobilweltmeisterschaft gab Munaron auf einem schon in die Jahre gekommenen Maserati 250F beim Großen Preis von Argentinien 1960. Mit acht Runden Rückstand auf den Sieger Bruce McLaren belegte Munaron im Rennen Rang 13. Zurück in Europa fuhr er mit wenig Erfolg den Cooper T51 der Scuderia Eugenio Castellotti bei einigen Weltmeisterschaftsläufen.
Bis Mitte der 1960er-Jahre fuhr er weiter Sport- und Tourenwagenrennen. So wurde er gemeinsam mit Andrea de Adamich 1965 Fünfter beim 24-Stunden-Rennen von Spa-Francorchamps.

## Statistik

### Statistik in der Formel 1

#### Gesamtübersicht
| Saison | Team                         | Chassis       | Motor              | Rennen | Siege | Zweiter | Dritter | Poles | schn. Rennrunden | Punkte | WM-Pos. |
| ------ | ---------------------------- | ------------- | ------------------ | ------ | ----- | ------- | ------- | ----- | ---------------- | ------ | ------- |
| 1960   | Gino Munaron                 | Maserati 250F | Maserati 2.5 L6    | 1      | −     | −       | −       | −     | −                | −      | NC      |
| 1960   | Scuderia Eugenio Castellotti | Cooper T51    | Castellotti 2.5 L4 | 3      | −     | −       | −       | −     | −                | −      | NC      |
| Gesamt | Gesamt                       | Gesamt        | Gesamt             | 4      | −     | −       | −       | −     | −                | −      |         |

#### Einzelergebnisse
| Saison | 1 | 2 | 3 | 4 | 5   | 6  | 7 | 8   | 9 | 10 |
| ------ | - | - | - | - | --- | -- | - | --- | - | -- |
| 1960   |   |   |   |   |     |    |   |     |   |    |
| 13     |   |   |   |   | DNF | 15 |   | DNF |   |    |

| Legende  | Legende            | Legende                                                          |
| Farbe    | Abkürzung          | Bedeutung                                                        |
| -------- | ------------------ | ---------------------------------------------------------------- |
| Gold     | –                  | Sieg                                                             |
| Silber   | –                  | 2. Platz                                                         |
| Bronze   | –                  | 3. Platz                                                         |
| Grün     | –                  | Platzierung in den Punkten                                       |
| Blau     | –                  | Klassifiziert außerhalb der Punkteränge                          |
| Violett  | DNF                | Rennen nicht beendet (did not finish)                            |
| Violett  | NC                 | nicht klassifiziert (not classified)                             |
| Rot      | DNQ                | nicht qualifiziert (did not qualify)                             |
| Rot      | DNPQ               | in Vorqualifikation gescheitert (did not pre-qualify)            |
| Schwarz  | DSQ                | disqualifiziert (disqualified)                                   |
| Weiß     | DNS                | nicht am Start (did not start)                                   |
| Weiß     | WD                 | zurückgezogen (withdrawn)                                        |
| Hellblau | PO                 | nur am Training teilgenommen (practiced only)                    |
| Hellblau | TD                 | Freitags-Testfahrer (test driver)                                |
| ohne     | DNP                | nicht am Training teilgenommen (did not practice)                |
| ohne     | INJ                | verletzt oder krank (injured)                                    |
| ohne     | EX                 | ausgeschlossen (excluded)                                        |
| ohne     | DNA                | nicht erschienen (did not arrive)                                |
| ohne     | C                  | Rennen abgesagt (cancelled)                                      |
| ohne     | keine WM-Teilnahme |                                                                  |
| sonstige | P/fett             | Pole-Position                                                    |
| sonstige | 1/2/3/4/5/6/7/8    | Punktplatzierung im Sprint-/Qualifikationsrennen                 |
| sonstige | SR/kursiv          | Schnellste Rennrunde                                             |
| sonstige | *                  | nicht im Ziel, aufgrund der zurückgelegten Distanz aber gewertet |
| sonstige | ()                 | Streichresultate                                                 |
| sonstige | unterstrichen      | Führender in der Gesamtwertung                                   |

### Le-Mans-Ergebnisse
| Jahr | Team         | Fahrzeug                  | Teamkollege       | Platzierung | Ausfallgrund |
| ---- | ------------ | ------------------------- | ----------------- | ----------- | ------------ |
| 1959 | Lino Fayen   | Ferrari 250 GT Berlinetta | Lino Fayen        | Rang 6      |              |
| 1960 | Camoradi USA | Maserati Tipo 61 Longtail | Giorgio Scarlatti | Ausfall     | Elektrik     |

### Einzelergebnisse in der Sportwagen-Weltmeisterschaft
| Saison | Team                             | Rennwagen                                | 1   | 2   | 3   | 4   | 5   | 6   | 7   |
| ------ | -------------------------------- | ---------------------------------------- | --- | --- | --- | --- | --- | --- | --- |
| 1953   |                                  | Peugeot 203                              | SEB | MIM | LEM | SPA | NÜR | RTT | CAP |
| 1953   | 130                              | Peugeot 203                              |     |     |     |     |     |     |     |
| 1954   |                                  | Moretti 750 Grand Sport                  | BUA | SEB | MIM | LEM | RTT | CAP |     |
| 1954   |                                  | Moretti 750 Grand Sport                  | DNF |     |     |     |     |     |     |
| 1955   | Scuderia Ferrari                 | Ferrari 750 Monza                        | BUA | SEB | MIM | LEM | RTT | TAR |     |
| 1955   | Scuderia Ferrari                 | Ferrari 750 Monza                        |     |     | DNF |     |     |     |     |
| 1957   |                                  | Ferrari 500TRC                           | BUA | SEB | MIM | NÜR | LEM | KRI | CAR |
| 1957   |                                  | Ferrari 500TRC                           |     | 8   |     |     | 10  |     |     |
| 1958   | Scuderia Ferrari                 | Ferrari 500TR Ferrari 250TR              | BUA | SEB | TAR | NÜR | LEM | RTT |     |
| 1958   | Scuderia Ferrari                 | Ferrari 500TR Ferrari 250TR              | 6   |     | DNF | 5   |     |     |     |
| 1959   | Lino Fayen                       | Ferrari 250 GT                           | SEB | TAR | NÜR | LEM | RTT |     |     |
| 1959   | Lino Fayen                       | Ferrari 250 GT                           | 6   |     |     |     |     |     |     |
| 1960   | Virgilio Conrero Camoradi Racing | Conrero-Alfa Romeo 1150 Maserati Tipo 61 | BUA | SEB | TAR | NÜR | LEM |     |     |
| 1960   | Virgilio Conrero Camoradi Racing | Conrero-Alfa Romeo 1150 Maserati Tipo 61 |     |     | DNF | 6   | DNF |     |     |
| 1961   | Virgilio Conrero                 | Lotus Eleven                             | SEB | TAR | NÜR | LEM | PES |     |     |
| 1961   | Virgilio Conrero                 | Lotus Eleven                             | DNF |     |     |     |     |     |     |